# Бвінді
Бвінді (англ. Bwindi Impenetrable Forest) — великий праліс, розташований на південному заході Уганди в Західній області у районі Канунгу. Ліс розташований на краю Альбертинського рифта, західної гілки Східноафриканського рифта, на висотах від 1160 до 2607 метрів над рівнем моря.

## Географія

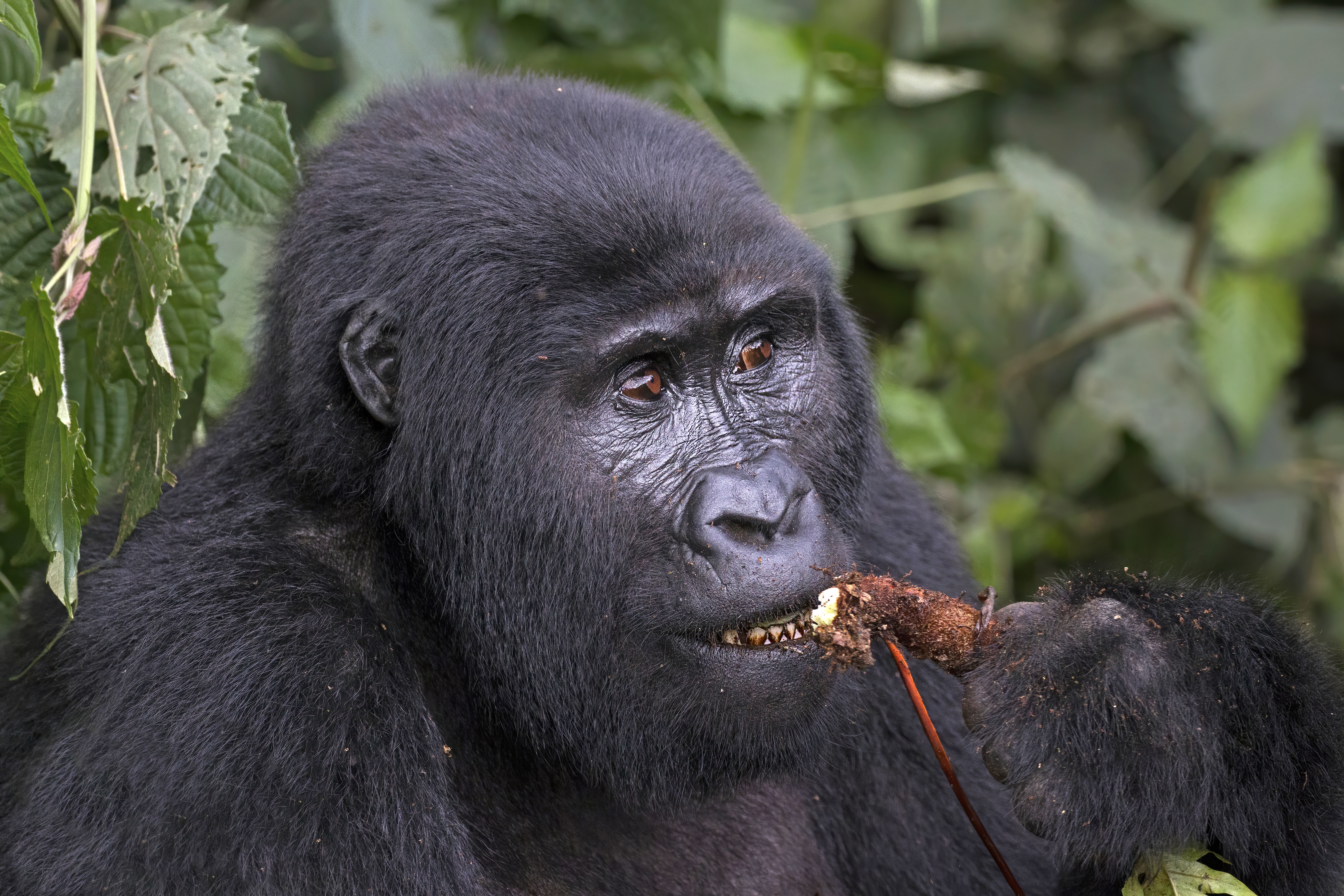
Гірська горила

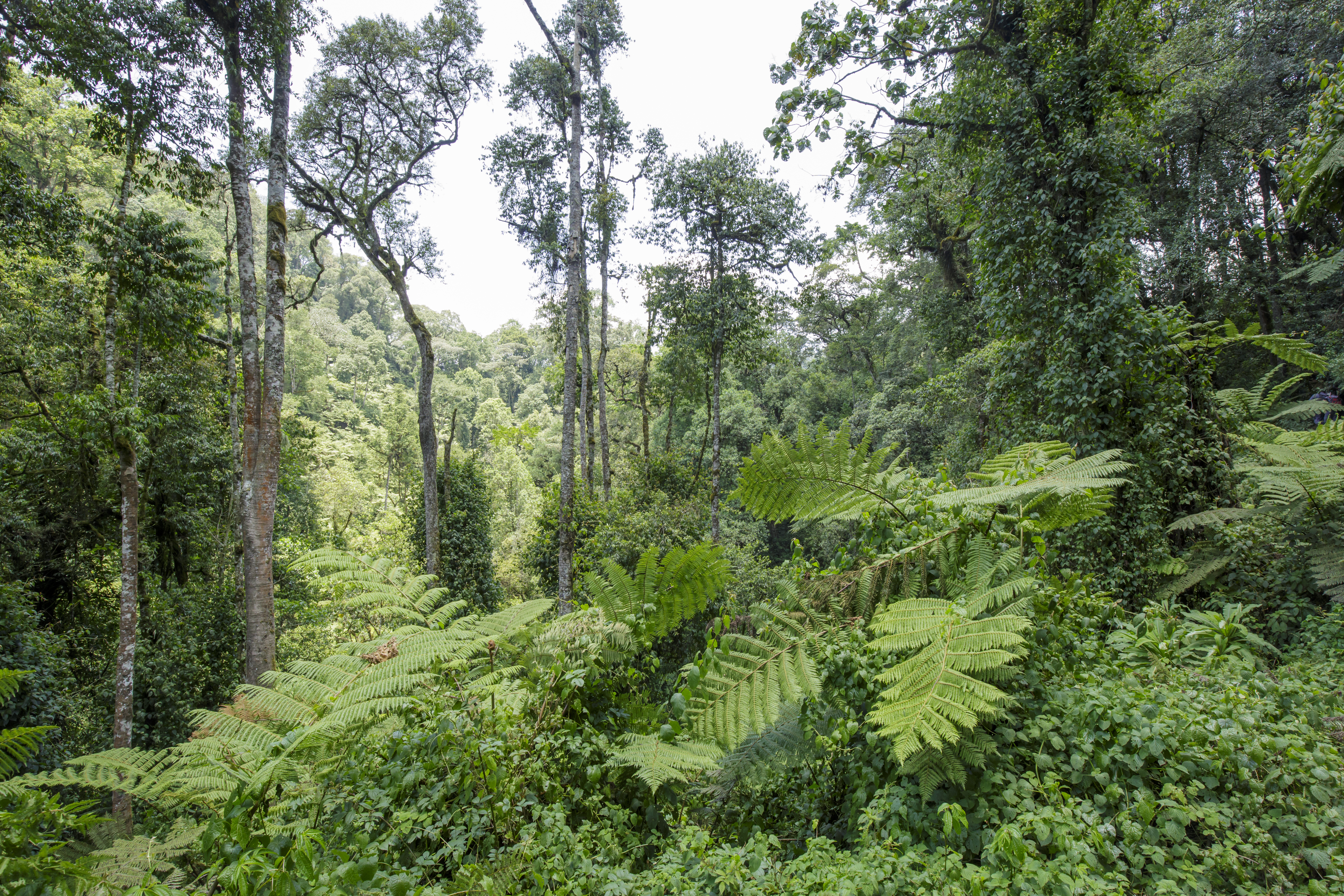
Непрохідний праліс

«Бвінді» з мови рунякітара походить від слова «мубвінді» і означає «місце, повне темряви». Ця назва походить від великих бамбукових насаджень, які розміщені серед ще більших лісових масивів дерев листяних порід. Бамбуковий і густий ґрунтовий покрив папороті, виноградної лози та інших рослин дуже сильно перешкоджає прямому доступу людини в ці місця. Ліс, також відомий як «Місце темряви», міститься на краю західного рукава Великої рифтової долини, лише за декілька кілометрів від кордону з Демократичною Республікою Конго (ДРК) і приблизно за 25 км на північ від гір Вірунґа.

## Біорізноманіття
Цей ліс є одним з найдавніших та найбільш біологічно різноманітних тропічних лісів Уганди і територій Землі — в цілому, і налічує понад 25 000 років. Він відомий своїм винятковим біорізноманіттям, яке містить майже 400 видів рослин, з них понад 160 видів дерев і понад 100 видів папоротей. Тут також мешкають численні птахи та метелики і є багато видів, що перебувають під загрозою зникнення, включаючи гірську горилу. В його джунглях живе половина світового поголів'я гірських горил. Територія лісу визнана Організацією Об'єднаних Націй з питань освіти, науки та культури (ЮНЕСКО) як об'єкт всесвітньої спадщини за своє біологічне значення.
Дослідник Крейг Стенфорд, співдиректор дослідницького центру Джейн Ґудол, описав ліс як «Розколотий суперечками на перетині історичних, політичних та біологічних кордонів». Більша частина лісової зони перебуває під охороною з 1991 року як частина Національного парку Бвінді (англ. Bwindi Impenetrable National Park) площею 331 км² і який межує з прикордонними регіонами розколотих міжусобицями Руанди та ДРК.